# Kvaser
 bådtypen  Kvase.
Kvaser er i nordisk mytologi en vis mand som blev skabt af vaner og aser for slutte en bindende fred mellem dem efter krigen mellem aser og vaner. De beseglede fredsaftalen ved, at hver især gik hen til et kar og spyttede i det. For at bevare dette vidnesbyrd, skabte de en mand af spyttet. Det blev Kvaser, der var så vis, at ingen kunne spørge om noget, han ikke kunne svare på.

## Kvasers blod
Kvaser drog viden om og lærte sin visdom fra sig, indtil han gæstede to onde dværge, Fjalar og Galar, der slog ham ihjel og lod hans blod løbe ned i to kar, Son og Bodn, og en kedel, Odrører. Dværgene rørte blodet sammen med honning, og deraf opstod skjaldemjøden, der gjorde enhver, der drak af den, til skjald og vismand. Men til aserne sagde dværgene, at Kvaser blev kvalt i sin egen visdom, fordi ingen var kyndige nok til at stille ham kloge spørgsmål. Mjøden måtte de senere give fra sig til Gillings søn Suttung som bod for drabet på hans far.

## Kvaser og Loke
Kvasers klogskab kom til nytte, da guderne ville have fat i Loke og straffe hans skarnsstreger. Snorre fortæller i Edda, at Loke forvandlede sig til en laks og skjulte sig ved Frananger-fos. Når han indimellem var i sin egen skikkelse, knyttede han hørgarn i masker, sådan som man senere har lavet fiskenet. Men så fik Odin fra Lidskjalv øje på ham. Loke sprang straks i elven i lakseskikkelse; nettet smed han på ildstedet. Da aserne kom til huset, var Kvaser den første, der gik ind. Da han i asken fik øje på resterne af nettet, gættede han, at det var til at fange fisk med. Aserne knyttede så et tilsvarende net, smed det i elven og jagede Loke foran sig til fossen, hvor Tor fik ham fanget.

## Asernes og vanernes gidselbytte
På en af de første sider i Heimskringla beretter Snorre om asernes krig med vanerne. Ved fredsslutningen gav de hinanden gidsler. Aserne udleverede Høner og Mimer; imod dem satte vanerne Njord og hans søn Frej, samt den nyskabte Kvaser, som var den viseste i vanernes flok. Snart fik vanerne mistanke om, at byttet ikke var til deres fordel. De havde gjort Høner til høvding, da han ankom; men så viste det sig, at Mimer tog beslutningerne for ham. Vanerne halshuggede derfor Mimer og sendte hovedet tilbage til aserne. Derimod var Høner ifølge vers 53 i Völuspá en af de få guder, der overlevede Ragnarok.